# Алесандро дал Боро
Маркиз Алесандро дал Боро (рођен 22. априла 1600. у Арецу —умро 2. децембра 1656. на Крфу) је био тоскански племић и генерал. Био је феудмаршал Светог римског царства.

## Биографија
Био је син Гироламо дал Бороа, капетана и племића из славне породице у Арецу. Учествовао је у Тридесетогодишњем рату у војсци Октавија Пиколоминија, кога је Косимо II де Медичи послао у Немачку да помогне цару Фердинанду II, његовом брату. Дал Боро је донео неколико победа Косиму, тако да је примљен у Бохемско племство.
Такође је учествовао у борбама против Османлија и добио је надимак "Османски страх." Борио се и за Шпанију и Млетачку републику.
Велики војвода Тоскане, Фердинанд II де Медичи га је позвао да се врати у Фиренцу, где га је прогласио командантом армије. Због службе у војсци је добио марикиз Боро, 29. јула 1643.
Алесандро дал Боро је наставио да служи Венецији и умро је 1656. године на Крфу због рана које је добио током једне битке са берберским гусарима.